# Åsa Söderling
Åsa Helena Söderling Kajic, född 26 juli 1964 i Lund, är en svensk skådespelare.

## Filmografi (urval)
- 1996 – Hamsun
- 1999 – Offer och gärningsmän (TV-serie)
- 2001 – Villospår
- 2001 – Så vit som en snö
- 2004 – I fred
- 2005 – Doxa
- 2011 – Odjuret